# Chapadinha
Chapadinha este un oraș în Maranhão (MA), Brazilia.